# Kenny McCormick

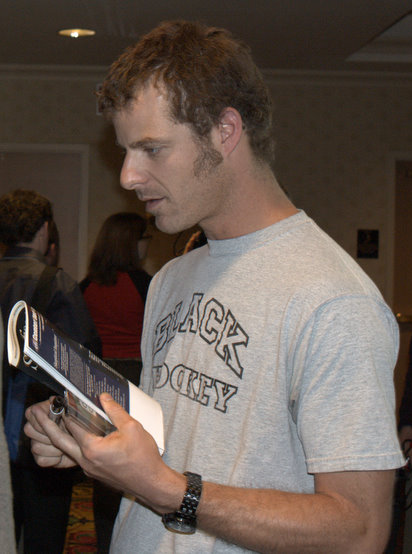
Matt Stone in 2007

Kenneth (Kenny) McCormick (South Park, 22 maart) is een personage uit de animatieserie South Park. Hij is een van de centrale vier personages en hij is 9 jaar oud. De andere drie hoofdpersonen zijn Eric Cartman, Stan Marsh en Kyle Broflovski.
Kenny's stem wordt ingesproken door Matt Stone, samen met Trey Parker oprichter van South Park. Kenny is eenvoudig te herkennen. Hij draagt bijna altijd een oranje parka die het grootste deel van zijn gezicht bedekt. Doordat deze parka ook over zijn mond hangt, is Kenny lastig te verstaan, hoewel zijn vrienden hem altijd goed schijnen te verstaan.
Kenny is vooral bekend als het personage dat in veel afleveringen een pijnlijke dood sterft. In de eerste vijf seizoenen ging hij bijna iedere aflevering dood. Aan het einde van het vijfde seizoen werd hij van het toneel verwijderd in de aflevering "Kenny Dies". In een seizoen later kwam hij echter plotseling weer opdagen.
In het elfde seizoen leek Kenny zich meer op de achtergrond af te spelen. Aan het einde van het seizoen kwam hij echter weer nadrukkelijk in beeld.
Kenny heeft een superheld alter-ego genaamd "Mysterion", dat een prominente rol speelt in de afleveringen: The Coon (seizoen 13), The Coon 2: Captain Hindsigtht, The Coon: Rise of Mysterion en The Coon: Coon vs Friends (allen seizoen veertien). In tegenstelling tot zijn vrienden, die ook superhelden spelen, heeft Kenny een echte superkracht: hij kan niet doodgaan (zie hier).

## Het ontstaan van Kenny
Vroege versies van dit personage werden voor het eerst getoond in Parker en Stone's twee pre-South Park filmpjes, welke de naam Spirit of Christmas dragen. Deze twee korte films werden uitgezonden in 1992 en 1995.
In de eerste Spirit of Christmas heeft het personage dat op Kenny lijkt geen naam, terwijl het personage dat op Cartman lijkt, de naam Kenny draagt. Beide personages worden in dit korte filmpje gedood. In de tweede Spirit of Christmas is een personage te zien dat zowel op Kenny lijkt, als de naam "Kenny" draagt. Dit personage komt tijdens de korte film om het leven.

## Personage

### Uiterlijk en stem
Kenny draagt bijna altijd een oranje parka met bruine handschoenen. In de meeste afleveringen heeft Kenny zijn capuchon op en daardoor zie je alleen de ogen. Wanneer hij bang is, trekt Kenny aan de touwtjes van zijn muts, waardoor de opening nog kleiner wordt. Wanneer Kenny zijn muts niet op heeft, kan men zien dat hij warrig blond haar heeft. Bovendien wordt in de afleveringen "The Tooth Fairy Tats 2000", "Lil' Crime Stoppers", en "Lice Capades" duidelijk dat Kenny bijna niets onder zijn parka aanheeft.
Kenny spreekt gedempt, zodat het vaak moeilijk is om hem te verstaan. Daardoor wordt Kenny weleens ondertiteld tijdens de serie. In het begin was Kenny bijna niet te verstaan, maar in de laatste seizoenen is hij wat beter te verstaan. In de afleveringen "The Tooth Fairy Tats 2000", "Lil' Crime Stoppers", "The Losing Edge", "Lice Capades", "The Jeffersons", "Super Best Friends" en de film "South Park: Bigger, Longer & Uncut" is Kenny te zien zonder parka en praat hij met een niet-gedempte stem. Tevens is zo te zien dat hij eigenlijk blond, warrig haar heeft. Na het uitkomen van de film en de terugkeer van Kenny in "Red Sleigh Down", krijgt Kenny vaker rollen waar hij zonder parka te zien is, zoals in de film.
Kenny's stem wordt verzorgd door Matt Stone. Voor de film werd Kenny's (niet-gedempte) stem eenmalig ingesproken door Mike Judge, de ontwerper van "Beavis and Butt-head" en "King of the Hill".

### Persoonlijkheid
Kenny is op seksueel gebied het meest intelligente persoon van de groep en is waarschijnlijk ook het meest pervers. Kenny wordt vaak gevraagd door zijn vrienden wat een term betekent, als het onduidelijk is. Kenny weet meestal de termen duidelijk te maken aan Kyle, Stan en Cartman.
Kenny heeft een voorliefde voor borsten, zoals wordt aangetoond in de aflevering "Lil' Crime Stoppers" en "Major Boobage". Zijn kennis over borsten komt van zowel zijn ouders als de pornografie, waar Kenny van houdt, die hij heeft gezien. Kenny is meestal de eerste die walgelijke handelingen verricht. Dit wordt hem regelmatig fataal. Stan en Kyle merkten dit gedrag op in "Fat Camp" en organiseerde "The Krazy Kenny Show". In deze show moest Kenny ongewenste handelingen uitvoeren. In "Roger Ebert Should Lay Off the Fatty Foods" ontwierp Kenny een haiku die als volgt ging:
When you rub your dick

You might find a discharge that

Winds up on the floor.
Hoewel Kenny soms een stille hoofdpersoon is, blijkt Kenny wel erg veel met zijn vrienden mee te leven. In de aflevering "Do the Handicapped Go To Hell?" maakt hij zich al snel zorgen over het feit dat Timmy naar de hel moet. Ook in de aflevering "Best Friends Forever" geeft Kenny zijn PlayStation Portable af aan Cartman, omdat hij zich schuldig voelt ten opzichte van hem.
Kenny zinspeelt ook op zijn vele sterfgevallen en de houding van zijn vrienden ten opzichte van deze situaties. In de aflevering "Cherokee Hair Tampons" dreigt Kyle dood te gaan en gaat Stan schreeuwen omdat hij zijn vriend niet wil verliezen. Kenny maakt zich boos om het feit dat Stan nu wel bezorgd is en wanneer Kenny doodgaat niet. Ook in Tweek vs. Craig wordt er naar zijn sterfgevallen verwezen, als hij als enige jongen huishoudelijke les wil krijgen in plaats van techniek, wegens zijn angst om dood te gaan. Uiteindelijk wordt Kenny geopenbaard als een helfdhaftig karakter in "South Park: Bigger, Longer and Uncut". Hij offert zichzelf in de film op om zo de wereld te redden van het kwaad. Ook in meerdere afleveringen in de serie sterft hij omdat hij zichzelf opoffert. Kenny is daarmee misschien wel de meest heldhaftige jongen uit de serie.
Kenny blijkt ook zeer loyaal aan zijn vrienden te zijn, zelfs wanneer hij wordt beledigd door hen. In de aflevering "Jewbilee" verraadt Kyle hem, maar desondanks offert Kenny zichzelf op om Kyle en de rest van de wereld, te redden. In de eerste seizoenen werd Kenny veelal door Cartman gepest vanwege zijn armoede. Tevens herinnert Cartman hem er constant aan hoeveel hij hem haat. Echter, sinds Kyle en Stan meer close zijn met elkaar, verklaart Cartman aan Kenny dat ze beste vrienden zijn.

### Familie
De ouders van Kenny zijn Stuart en Carol McCormick. Stuart is een alcoholist en beide ouders zijn werkloos. Daardoor is het gezin een van de armste uit de stad en ze hebben het vrij slecht. Kenny heeft nog één broer en één zus. Over zijn broer, Kevin, is niet veel bekend. Hij heeft bruin haar en lijkt een paar jaar ouder dan Kenny. Hij komt niet zo vaak voor en praat nauwelijks. In de aflevering "Best Friends Forever" en "The List" is bij de familie McCormick nog een meisje te zien. In de laatste aflevering van het 15e seizoen "The poor kid" blijkt dat ze Karen McCormick heet.
Doordat de familie van Kenny bijna geen geld te besteden heeft, eten ze als diner diepvrieswafels (zonder eerst te ontdooien) en broodjes als ontbijt. In de aflevering "Starvin' Marvin" wist Kenny een blik bonen te winnen voor zijn familie, maar ze hadden geen blikopener in huis. Cartman buit Kenny's armoede vaak uit. Hij laat Kenny vaak vreemde of gevaarlijke taken uitvoeren in ruil voor geld.
Ondanks de armoede van zijn familie, slaagt Kenny er altijd in om met de nieuwste trends in speelgoed en videospelletjes mee te gaan. Zo heeft hij een abonnement op "World of Warcraft" en een computer om het op te spelen. Tevens is Kenny het eerste personage dat een PSP in South Park bezit. Ook met het kopen van Chinpokomon staat hij vooraan in de rij. Ook is hij het enige kind in de stad dat een Go Go Action Bronco, een miniatuurauto op batterijen, heeft.

## Het doodgaan van Kenny
Kenny ging in de eerste 5 seizoenen in bijna elke aflevering dood, maar keert de aflevering erop weer gewoon terug alsof er niks is gebeurd. Zijn vrienden zijn zich hier blijkbaar van bewust, want hoewel ze even geschokt zijn wanneer Kenny sterft, rouwen ze er verder niet om.
In de aflevering "Kenny Dies" (#513) veranderde dat. De hele aflevering draaide zowat over Kenny's dood - die uiteindelijk stierf aan de Ziekte van Duchenne - en hij verdween vervolgens bijna een heel seizoen. In seizoen 6, werd Kenny vervangen door Butters Stotch en Tweek. In de laatste aflevering van dit seizoen, Red Sleigh Down, keert hij terug. Kenny komt ineens aangelopen en zegt: "Hey guys. What's goin' on?", waarop Stan zegt: "Oh, hey Kenny.", en Kyle: "Dude, where have you been?" Waarop Kenny (onverstaanbaar door zijn parka, maar volgens het commentaar op de DVD van seizoen 6) reageert met: "Oh, I've just been hanging out."
Na seizoen 7 sterft Kenny niet meer in elke aflevering, maar alleen wanneer de makers van South Park het echt iets vinden toevoegen aan de aflevering. Kenny's rol is daarom wel flink minder geworden in de serie. In sommige afleveringen na seizoen 9 is hij zelfs niet te zien. In totaal is hij, op het einde van seizoen 25, 126 keer doodgegaan.
Over hoe het kan dat Kenny steeds sterft maar toch weer terugkeert, bestaan verschillende theorieën. De meest gebruikte is dat Kenny na te zijn gestorven steeds meteen herboren wordt. Deze theorie werd voor het eerst gezien in aflevering 406 (Cartman Joins NAMBLA). Hierin is Kenny's moeder zwanger. Kenny wordt uiteindelijk overreden door een ambulance en vlak daarna baart zijn moeder een jongetje. Zijn ouders besluiten het kind (al in parka gekleed) naar hun overleden zoon te noemen, Kenny. Hierop zegt zijn moeder dat het al de 52e keer is dat dit is gebeurd, zodat we weten hoe het komt dat Kenny iedere keer weer terugkomt.
De theorie wordt verder uitgewerkt in aflevering 1412 (Mysterion Rises), het tweede deel van de Coon 2-trilogie. Hierin wordt bekendgemaakt dat Mysterion, alias Kenny, in tegenstelling tot zijn vrienden, daadwerkelijk een superkracht bezit, die van onsterfelijkheid; elke keer als hij sterft wordt hij nog diezelfde dag herboren en vergeet iedereen dat hij ooit gestorven is. Dit is echter in tegenspraak met eerdere afleveringen waarin Kenny wel langere tijd stierf en waarin mensen uit zijn omgeving zich bewust lijken te zijn van het feit dat hij vaker is gestorven en weer terug is gekomen. In deze aflevering gaat Kenny ook vaker dood dan gewoonlijk, omdat hij eindelijk wil uitleggen aan zijn vrienden dat hij telkens sterft, en gewoon weer 's ochtends opstaat. Dit is echter tevergeefs daar zijn vrienden het iedere keer vergeten.
Voor Kenny zelf is de reden waarom hij steeds herboren wordt en iedereen vergeet dat hij doodgegaan is een mysterie. In aflevering 1413 (Coon vs Coon and Friends), het derde deel van de Coon trilogie, denkt Kenny er even achter te komen wanneer hij een bericht ontvangt van een buitenaardse man, die hem aanspreekt als "zijn zoon" en hem vertelt dat zijn echte, buitenaardse ouders hebben hem naar de Aarde gestuurd om het te beschermen van het Kwaad. Dit bericht blijkt echter niet tegen Kenny gericht te zijn, maar tegen Brady, die vlak achter Kenny staat en zelf de superheld MintBerrie Crunch is. Daarmee blijft de situatie voor Kenny onopgehelderd. Aan het eind van de aflevering komt de kijker erachter dat Kenny's gave mogelijk het gevolg is van het feit dat zijn ouders vroeger lid waren van een sekte die de duistere god Cthulhu aanbad. Op het laatst in de aflevering heeft Kenny er geen zin meer in en zegt: I'm going to bed, en hij schiet zichzelf neer. Dan ziet men Kenny's moeder die acuut moet bevallen. Ze Zegt: It's happening again, wat erop wijst dat het vaker zo is gebeurd. Ze leggen de nieuwe baby in een parka in Kenny's bed en die baby groeit dus in de nacht door tot de negen jaar oude Kenny. Zijn ouders klagen als ze de kamer verlaten nog over het feit dat ze nooit bij "die sekte" hadden moeten gaan.